# Montélier
Montélier est une commune française de l'agglomération valentinoise, située dans le département de la Drôme, en région Auvergne-Rhône-Alpes.

## Géographie

### Localisation
La commune de Montélier est limitrophe et à l'est de la ville de Valence (chef-lieu du département). Bien que d'aspect encore partiellement rurale, la commune est rattachée à la communauté d'agglomération Valence Romans Agglo.

### Climat
Pour des articles plus généraux, voir Climat d'Auvergne-Rhône-Alpes et Climat de la Drôme.
En 2010, le climat de la commune est de type climat méditerranéen altéré, selon une étude du CNRS s'appuyant sur une série de données couvrant la période 1971-2000. En 2020, Météo-France publie une typologie des climats de la France métropolitaine dans laquelle la commune est exposée à un climat de montagne ou de marges de montagne et est dans la région climatique  Moyenne vallée du Rhône, caractérisée par un bon ensoleillement en été (fraction d’insolation > 60 %), une forte amplitude thermique annuelle (4 à 20 °C), un air sec en toutes saisons, orageux en été, des vents forts (mistral), une pluviométrie élevée en automne (250 à 300 mm). 
Pour la période 1971-2000, la température annuelle moyenne est de 12,4 °C, avec une amplitude thermique annuelle de 17,7 °C. Le cumul annuel moyen de précipitations est de 882 mm, avec 7,5 jours de précipitations en janvier et 5,5 jours en juillet. Pour la période 1991-2020, la température moyenne annuelle observée sur la station météorologique de Météo-France la plus proche, « Valence-Chabeui », sur la commune de Chabeuil à 4 km à vol d'oiseau, est de 13,3 °C et le cumul annuel moyen de précipitations est de 873,9 mm,. Pour l'avenir, les paramètres climatiques de la commune estimés pour 2050 selon différents scénarios d'émission de gaz à effet de serre sont consultables sur un site dédié publié par Météo-France en novembre 2022.
| Mois                                  | jan.           | fév.           | mars           | avril         | mai           | juin          | jui.          | août           | sep.          | oct.          | nov.            | déc.           | année      |
| ------------------------------------- | -------------- | -------------- | -------------- | ------------- | ------------- | ------------- | ------------- | -------------- | ------------- | ------------- | --------------- | -------------- | ---------- |
| Température minimale moyenne (°C)     | 1              | 1,1            | 3,8            | 6,7           | 10,5          | 14,1          | 15,9          | 15,5           | 12,3          | 9,4           | 4,8             | 1,7            | 8,1        |
| Température moyenne (°C)              | 4,5            | 5,5            | 9,2            | 12,5          | 16,4          | 20,5          | 22,6          | 22,2           | 18,3          | 14,1          | 8,5             | 5              | 13,3       |
| Température maximale moyenne (°C)     | 8              | 9,8            | 14,6           | 18,3          | 22,2          | 27            | 29,4          | 28,9           | 24,4          | 18,9          | 12,3            | 8,4            | 18,5       |
| Record de froid (°C) date du record   | −14,7 11.01.10 | −10,9 05.02.12 | −11,7 02.03.05 | −4,3 08.04.03 | 1 07.05.19    | 5 10.06.05    | 8,3 13.07.00  | 6,6 31.08.1998 | 3,9 18.09.01  | −4,3 26.10.03 | −7,5 23.11.1998 | −11,6 30.12.05 | −14,7 2010 |
| Record de chaleur (°C) date du record | 19,2 10.01.15  | 21,5 23.02.20  | 25 30.03.21    | 30,9 28.04.12 | 33,6 21.05.22 | 39,2 29.06.19 | 39,9 24.07.19 | 40,9 22.08.23  | 33,6 04.09.05 | 29,5 09.10.23 | 23,1 01.11.22   | 18,5 17.12.19  | 40,9 2023  |
| Précipitations (mm)                   | 56,8           | 46,6           | 53,7           | 74,3          | 88,8          | 57,2          | 54,5          | 68,3           | 82,7          | 123,7         | 109,4           | 57,9           | 873,9      |

### Voies de communication et transports
- La route de départementale 5238 (RD538), ancienne route nationale 538, permet de relier le bourg à la ville de Romans sur Isère (au nord) à la ville de Chabeuil (au sud) et la route départementale 119 (RD119) permet de relier le bourg à Valence. Ces grandes routes ont été restaurées et comprennent des pistes cyclables.

- Des lignes de bus relient quotidiennement Valence, Romans et Crest notamment.

- La gare ferroviaire les plus proches sont la gare de Valence-Ville et la gare de Valence-TGV. Le territoire communal est d'ailleurs traversé par la LGV Méditerranée qui permet de relier la gare de Valence-TGV à celle d'Avignon et de Marseille.

## Urbanisme

### Typologie
Au 1er janvier 2024, Montélier est catégorisée bourg rural, selon la nouvelle grille communale de densité à 7 niveaux définie par l'Insee en 2022.
Elle appartient à l'unité urbaine de Montélier, une unité urbaine monocommunale constituant une ville isolée,. Par ailleurs la commune fait partie de l'aire d'attraction de Valence, dont elle est une commune de la couronne,. Cette aire, qui regroupe 71 communes, est catégorisée dans les aires de 200 000 à moins de 700 000 habitants,.

### Occupation des sols
L'occupation des sols de la commune, telle qu'elle ressort de la base de données européenne d’occupation biophysique des sols Corine Land Cover (CLC), est marquée par l'importance des territoires agricoles (88,4 % en 2018), en diminution par rapport à 1990 (91,9 %). La répartition détaillée en 2018 est la suivante : terres arables (83,5 %), zones urbanisées (9,5 %), zones agricoles hétérogènes (4,9 %), zones industrielles ou commerciales et réseaux de communication (1,9 %), espaces verts artificialisés, non agricoles (0,1 %). L'évolution de l’occupation des sols de la commune et de ses infrastructures peut être observée sur les différentes représentations cartographiques du territoire : la carte de Cassini (XVIIIe siècle), la carte d'état-major (1820-1866) et les cartes ou photos aériennes de l'IGN pour la période actuelle (1950 à aujourd'hui).

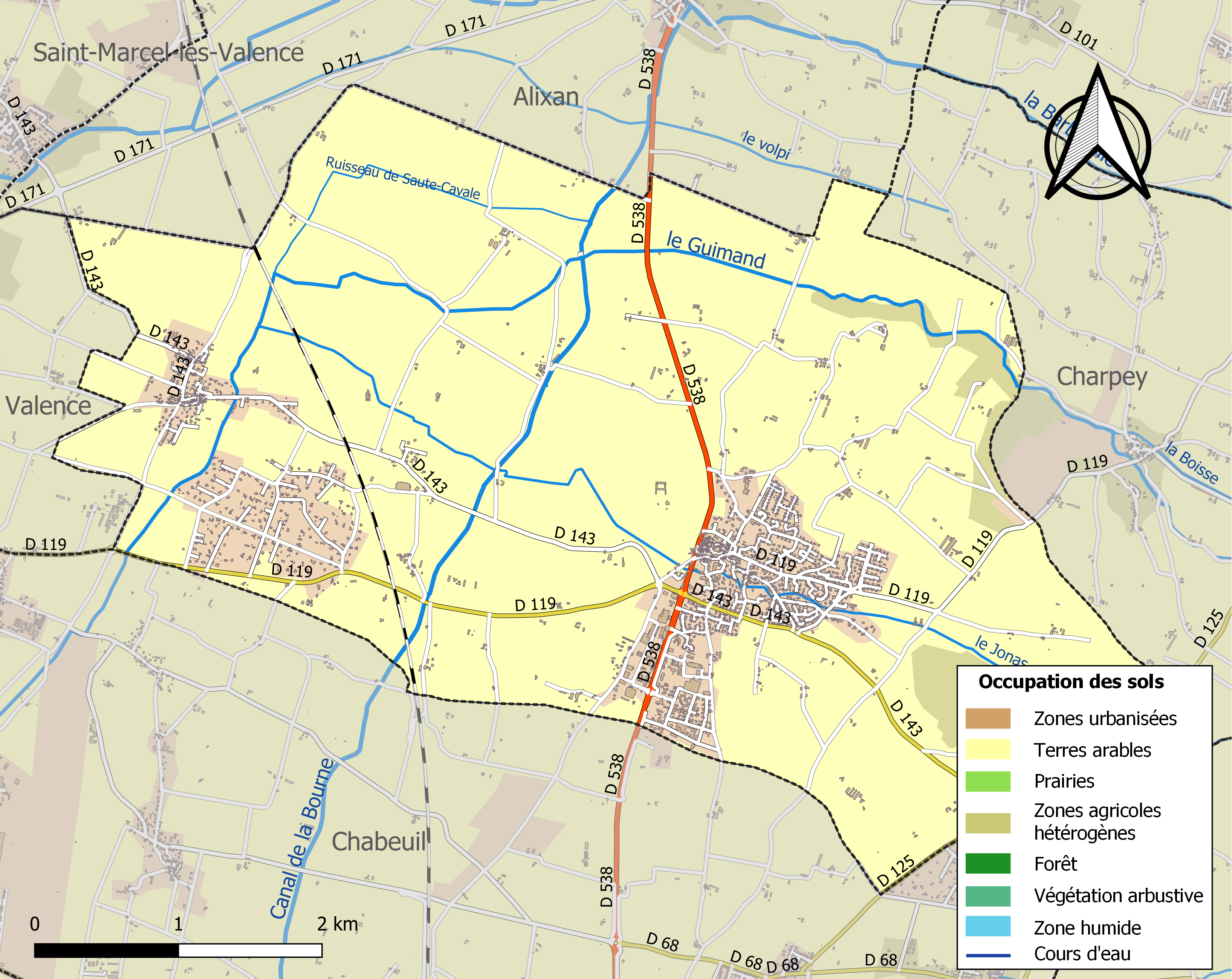
Carte des infrastructures et de l'occupation des sols de la commune en 2018 (CLC).

### Morphologie urbaine

Lotissement Les Solstices.

### Hameaux et lieux-dits
Fauconnières est un hameau situé à 4,4 km du vieux bourg.
Lotissements :
- les Flandennes ;
- les Solstices ;
- les Sources ;
- les Pinsons.

## Toponymie

### Attestations
Dictionnaire topographique du département de la Drôme :
- XIIe siècle : Montelles (chartes valentinoises).
- 1157 : castrum Montilisii (Gall. christ., XVI, 104).
- 1199 : Montellisium (cartulaire de Léoncel, 64).
- 1263 : Montilhesium (cartulaire de Léoncel, 213).
- 1295 : Monteliesium (cartulaire de Léoncel, 273).
- 1360 : mention du château : bastida Montis Musardi prope Montelisium (archives de la Drôme, E 2486).
- 1413 : Montillesium (archives de la Drôme, E 2292).
- 1449 : Monteyllisium (terrier de Vernaison).
- XVe siècle : mention de la paroisse : capella Montillisii (pouillé de Valence).
- 1452 : mention du château : bastida de Mont-Musart (archives de la Drôme, E 2486).
- 1494 : Montilhisium (archives de la Drôme, E 328).
- 1549 : Motelhes (maladrerie de Voley, 125).
- 1549 : mention de la paroisse : cura Montillisii (rôle de décimes).
- 1551 : Monteilheys au Valentinois (visites épiscopales).
- 1579 : Montelliez (rôle de tailles).
- 1590 : Montelher (archives de la Drôme, E 3568).
- 1595 : Montelher (États de Saint-Marcellin).
- 1618 : Monteilhes (inventaire de Saint-Apollinaire [Valence], 13).
- 1672 : Montellier (Chorier : Généal. de Sassenage, 54).
- 1891 : Montélier, commune du canton de Chabeuil.

### Étymologie
Un « Mont Hélios » serait à l'origine du toponyme[réf. nécessaire].

## Histoire

### Antiquité
Le territoire fait partie de celui de la tribu gauloise des Segovellaunes. Selon Pline la région autour Valentia se nomme « regio Segovellaunorum ».
- Villa gallo-romaine[15].
- Habitat gallo-romain : des objets (dolium, vase, etc.) aujourd'hui exposés au musée de valence, ont été retrouvés en divers quartiers de la commune[réf. nécessaire].

### Du Moyen Âge à la Révolution
La seigneurie :
- Au point de vue féodal, Montélier était une terre (ou seigneurie) du fief des évêques de Valence.
- 1290 : possession des Châteauneuf.
- Après 1388 : acquise par les évêques de Valence qui la cèdent en partie aux Beaumont.
- 1392 : les Sassenage acquiert, des Virieu, le château de Montélier, une maison-forte.
- 1410 : toute la terre appartient aux Sassenages.
- 1454 : la seigneurie et le château sont vendus aux Bolomier.
- 1462 : la seigneurie est confisquée par le roi Louis XI.
- Recouvrée par les Sassenage. Vers la fin du XVe siècle, ils construisent le château actuel à la place de l'ancien.
- 1475 : les Sassenage obtiennent l'érection de la baronnie de Montélier en comté. Ils seront les derniers seigneurs.

En 1390, François de Sassenage (héritier d'Albert de Sassenage) se plaint de la modestie de ses revenus auprès du pape Clément VII. Il obtiendra la terre de Montélier[réf. nécessaire].
La commune a souffert des guerres de Religion et de la peste de 1586[réf. nécessaire].
1789 (démographie) : 271 chefs de famille.
Avant 1790, Montélier était une communauté de l'élection, subdélégation et sénéchaussée de Valence, formant une paroisse du diocèse de Valence dont l'église, dédiée à saint Priest, dépendait du prieur du lieu, qui y prenait la dîme et présentait à la cure (voir Le Prieuré).

#### Le Prieuré
Ancien prieuré de l'ordre de Saint-Augustin, congrégation de Saint-Ruf, sous le vocable de Saint-Jacques, connu dès 1218 et dont le titulaire était collateur et décimateur dans la paroisse de Montélier :
- XIVe siècle : prioratus de Montilisio (pouillé de Valence) ;
- 1540 : prioratus Montillisii (rôle de décimes) ;
- 1891 : le Prieuré, quartier de la commune de Montélier.

### De la Révolution à nos jours
En 1790, Montélier devient le chef-lieu d'un canton du district de Valence, comprenant les municipalités d'Alixan, Barbières, Charpey, Marches et Montélier. La réorganisation de l'an VIII (1799-1800) en fait une simple commune du canton de Chabeuil.

## Politique et administration

### Liste des maires
| Période                                  | Période                       | Identité          | Étiquette         | Qualité                                              |
| ---------------------------------------- | ----------------------------- | ----------------- | ----------------- | ---------------------------------------------------- |
| Les données manquantes sont à compléter. |                               |                   |                   |                                                      |
| 1834                                     | 1846                          | Louis Béranger    |                   |                                                      |
| 1846                                     | 1852                          | Etienne Clairfond |                   |                                                      |
| 1852                                     | 1855                          | Louis Béranger    |                   |                                                      |
| 1855                                     | 1865                          | Michel Janet      |                   |                                                      |
| 1865                                     | 1871                          | Désiré Roux       |                   |                                                      |
| 1871                                     | 1881                          | Firmin François   |                   |                                                      |
| 1881                                     | 1885                          | Honoré Escoffier  |                   |                                                      |
| 1885                                     | 1900                          | François Seive    |                   |                                                      |
| 1900                                     | 1919                          | Henri Roux        |                   |                                                      |
| 1919                                     | 1924                          | Joseph Ferrand    |                   |                                                      |
| 1924                                     | 1926                          | Fabien Vallayer   |                   |                                                      |
| 1926                                     | 1933                          | Gabriel Delaye    |                   |                                                      |
| 1933                                     | 1944                          | Elie Alliod       |                   |                                                      |
| 1944                                     | 1945                          | Joseph Nicolas    |                   |                                                      |
| 1945                                     | 1946                          | Elie Alliod       |                   |                                                      |
| 1946                                     | 1965                          | Paul Drogue       |                   |                                                      |
| 1965                                     | 1983                          | Paul Ferrier      |                   |                                                      |
| 1983                                     | 2014                          | Maurice Morin     | UDF-Rad. puis UMP | Conseiller général du canton de Chabeuil (1992-2004) |
| 2014                                     | En cours (au 19 février 2015) | Bernard Vallon    | DVD               | Agriculteur                                          |

### Politique environnementale
- Le jardin des rêves a été créé en 2015. On y trouve un petit étang et des animaux[réf. nécessaire].

#### villes et villages fleuris
En 2014, la commune obtient le niveau « quatre fleurs » au concours des villes et villages fleuris. Depuis 2008 elle était « ville fleurie » avec « 3 fleurs »,.

## Population et société

### Démographie
L'évolution du nombre d'habitants est connue à travers les recensements de la population effectués dans la commune depuis 1793. Pour les communes de moins de 10 000 habitants, une enquête de recensement portant sur toute la population est réalisée tous les cinq ans, les populations de référence des années intermédiaires étant quant à elles estimées par interpolation ou extrapolation. Pour la commune, le premier recensement exhaustif entrant dans le cadre du nouveau dispositif a été réalisé en 2004.

En 2022, la commune comptait 4 284 habitants, en évolution de +5,08 % par rapport à 2016 (Drôme : +2,64 %, France hors Mayotte : +2,11 %).
| 1793  | 1800  | 1806  | 1821  | 1831  | 1836  | 1841  | 1846  | 1851  |
| ----- | ----- | ----- | ----- | ----- | ----- | ----- | ----- | ----- |
| 1 196 | 1 651 | 1 193 | 1 353 | 1 373 | 1 360 | 1 400 | 1 455 | 1 470 |

| 1856  | 1861  | 1866  | 1872  | 1876  | 1881  | 1886  | 1891  | 1896  |
| ----- | ----- | ----- | ----- | ----- | ----- | ----- | ----- | ----- |
| 1 467 | 1 444 | 1 377 | 1 316 | 1 293 | 1 227 | 1 208 | 1 173 | 1 144 |

| 1901  | 1906  | 1911  | 1921 | 1926 | 1931 | 1936 | 1946 | 1954  |
| ----- | ----- | ----- | ---- | ---- | ---- | ---- | ---- | ----- |
| 1 090 | 1 080 | 1 087 | 968  | 891  | 951  | 908  | 925  | 1 021 |

| 1962  | 1968  | 1975  | 1982  | 1990  | 1999  | 2004  | 2006  | 2009  |
| ----- | ----- | ----- | ----- | ----- | ----- | ----- | ----- | ----- |
| 1 004 | 1 058 | 1 276 | 2 126 | 2 738 | 3 120 | 3 172 | 3 268 | 3 516 |

| 2014  | 2019  | 2022  | - | - | - | - | - | - |
| ----- | ----- | ----- | - | - | - | - | - | - |
| 4 039 | 4 271 | 4 284 | - | - | - | - | - | - |

### Services et équipements
La commune dispose de plusieurs services[réf. nécessaire] :
- Une crèche multi-accueil municipale « Le Chat Perché » dans les locaux de l'ancienne école des CM1-CM2,
- une maison de retraite,
- une maison d'accueil pour handicapés,
- une bibliothèque communale proposant de nombreuses animations,
- une ludothèque (jeux sur place et prêts de jeux),
- une salle municipale (Jean Giono) construite en 2006,
- une nouvelle salle d'activité associative "Les cerceaux".

Dans le hameau de Fauconnières, Il y a aussi une salle des fêtes (Marcel Pagnol) et une salle communale (Le Chalet)[réf. nécessaire].

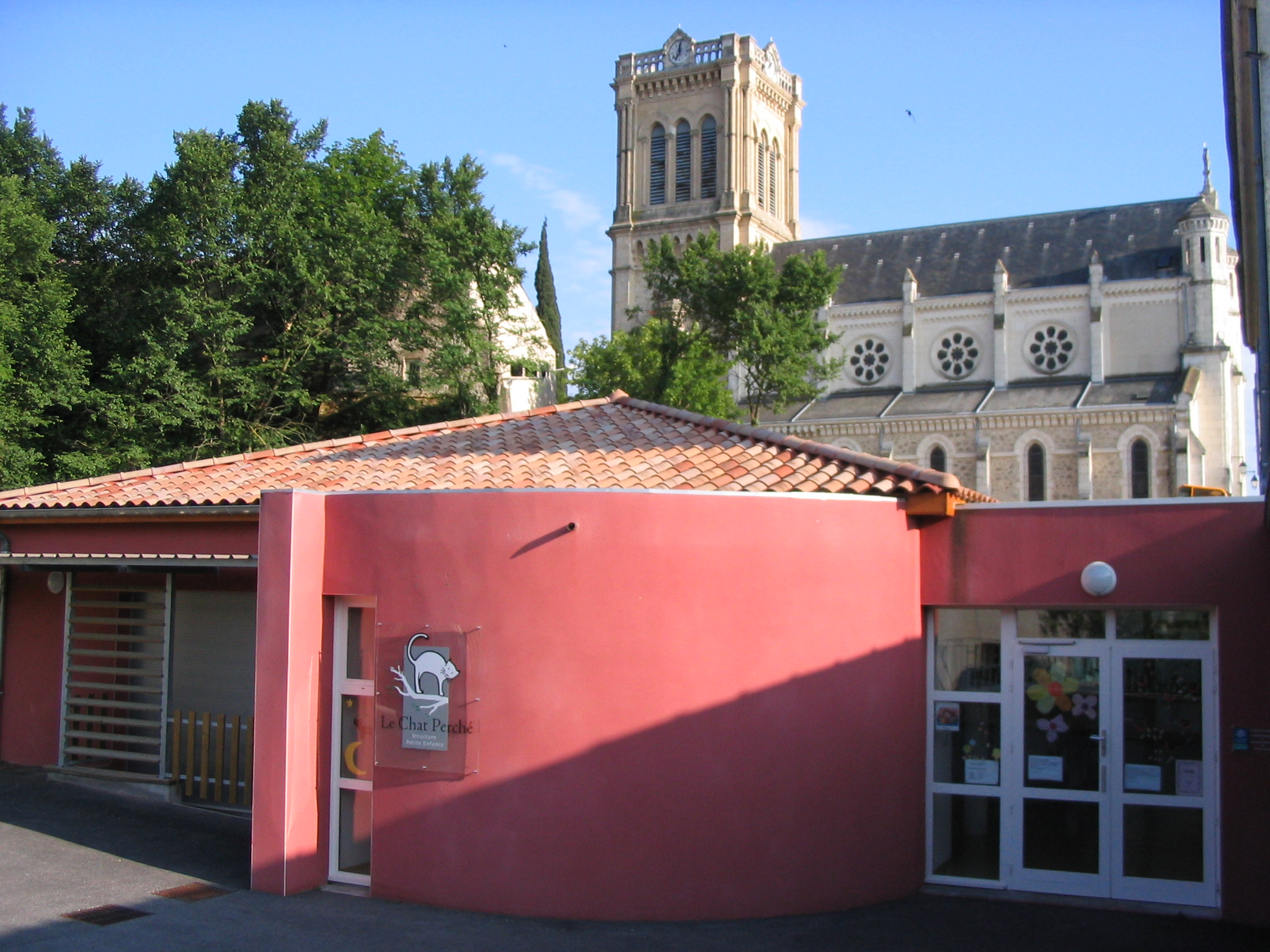
La garderie.
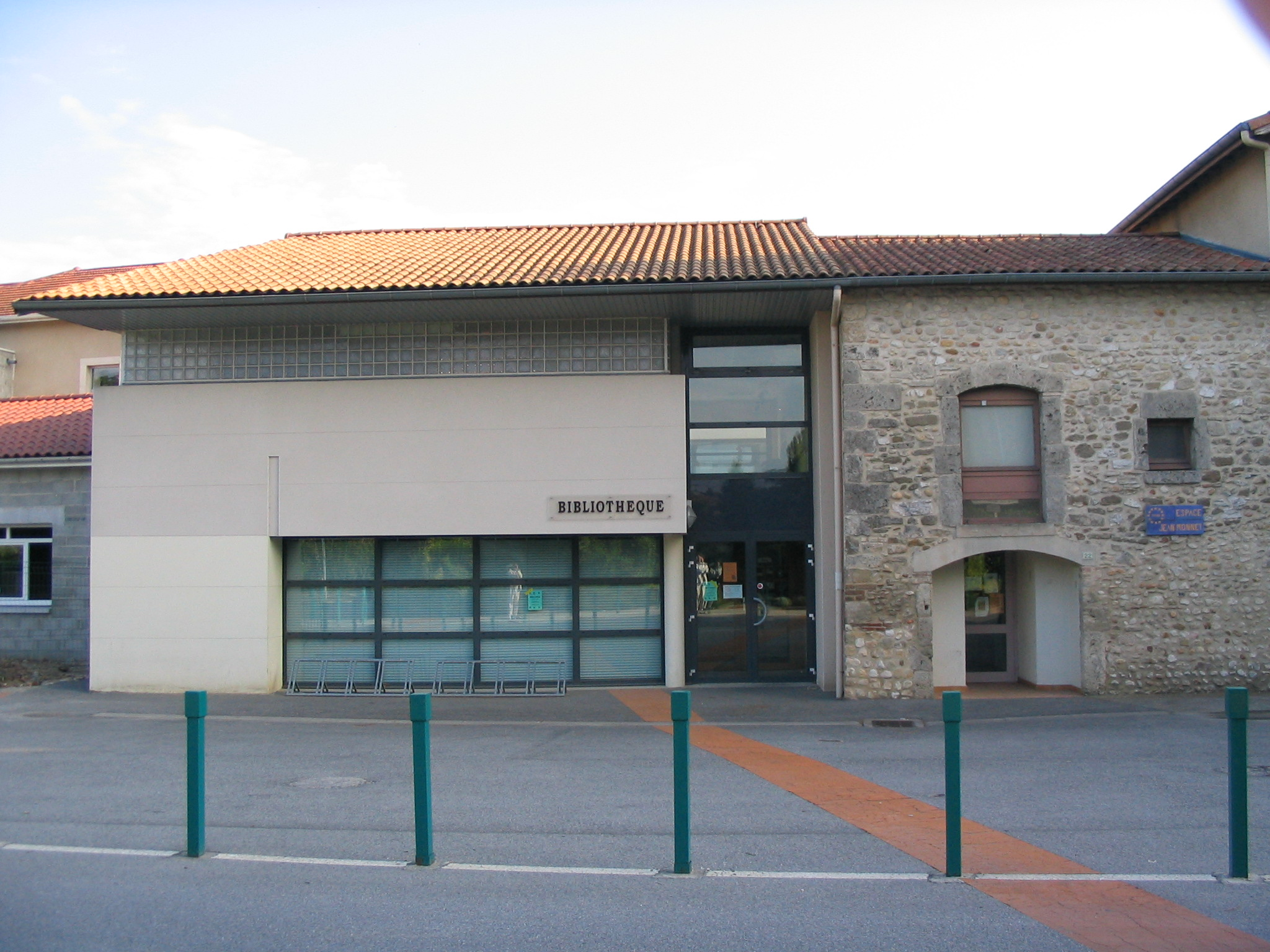
La bibliothèque.
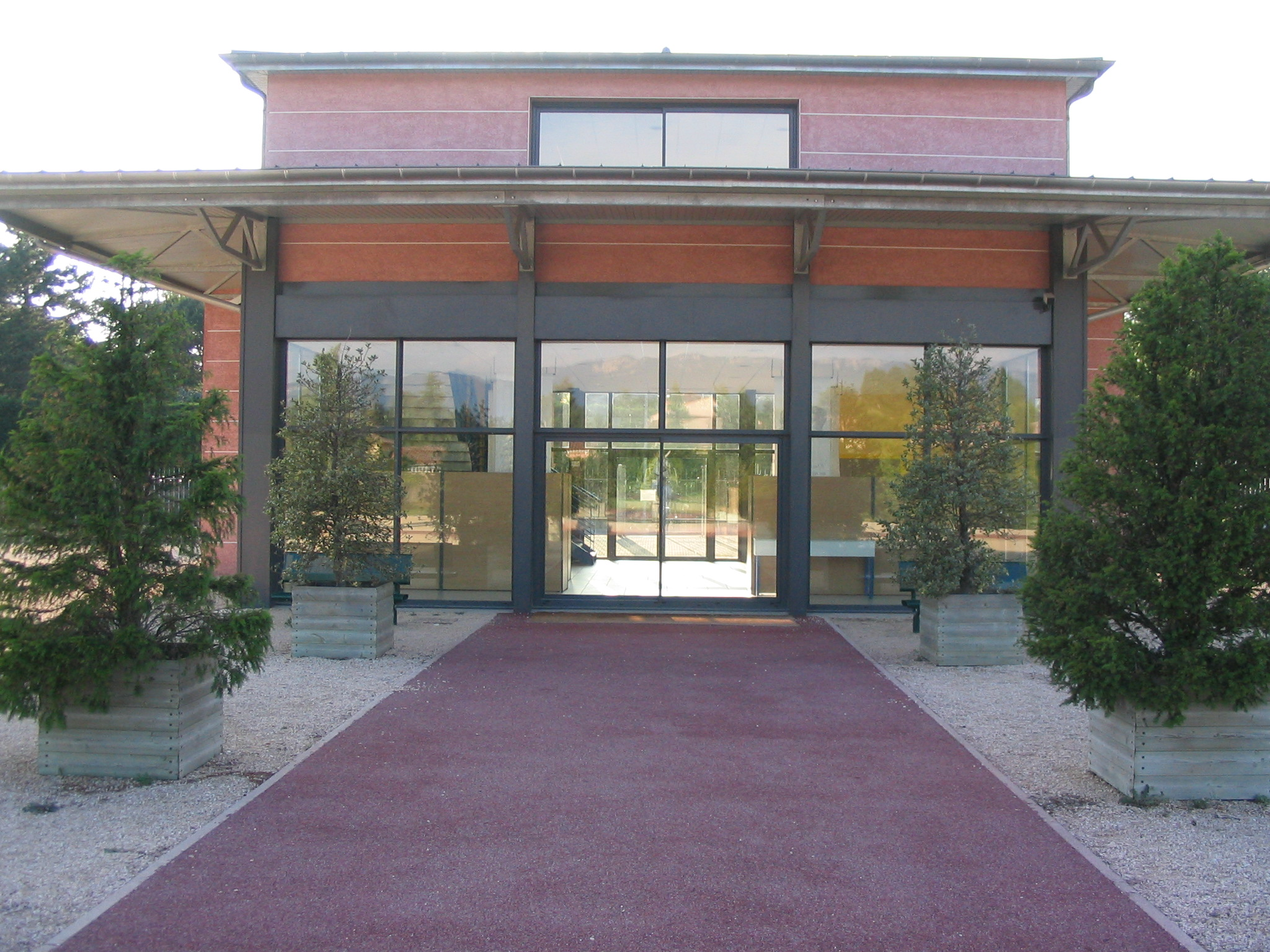
La ludothèque.

### Enseignement
Montélier dépend de l'académie de Grenoble. L'annuaire du Ministère de l'Éducation nationale recense 4 établissements scolaires :
- une école maternelle publique (Georges-Charpak) ;
- une école élémentaires publique (école Mélusine) et une école maternelle et élémentaire située dans le hameau de Fauconnières (école Emile Juge) ;
- une école élémentaire privée (Les Primevères).

### Santé
- Plusieurs médecins, généraliste et spécialiste[réf. nécessaire].
- Une pharmacie[réf. nécessaire].

### Sports
- Terrains de tennis[réf. nécessaire],
- Stade avec gradins et tribune couverte comportant trois terrains d'entrainement et un terrain d'Honneur[réf. nécessaire].
- Un boulodrome et plusieurs terrains de pétanque (dont un à Fauconnières)[réf. nécessaire].

### Médias
- Le Dauphiné libéré est un quotidien régional distribué sur Valence. Il a une rédaction valentinoise.
- L'Écho Drôme Ardèche est un journal économique, basé à Valence. Il couvre les deux départements précités[26].
- Drôme Hebdo (anciennement Peuple Libre) est un journal hebdomadaire catholique basé à Valence. Il couvre l'actualité de tout le département de la Drôme.
- L'Agriculture Drômoise est un journal agricole et rural. Il couvre l'actualité de tout le département de la Drôme.

## Économie

### Agriculture
En 1992 : céréales (maïs), bovins, ovins.
- Produits locaux : caillette[15].
- Foire : le 25 novembre[15].

L'économie de Montélier est diversifiée[réf. nécessaire] :
- commerces de proximité : deux boulangeries, charcuterie régionale, primeurs, fleuriste, vins, traiteurs, journaux, vins, tabac, horticulture, moyennes surfaces (alimentation, bricolage, discount), opticien ;
- activités industrielles : tôlerie fine, mécanique, câblage, automatisme, mécano-soudure, etc. ;
- activités de service : restaurants, pressing, automobile, etc.

### Tourisme
- L'hébergement est assuré par plusieurs hôtels et chambres d'hôtes[réf. nécessaire].

### Revenus de la population et fiscalité
En 2004, le revenu moyen par foyer était de 23 622 €/an.

## Culture locale et patrimoine

### Lieux et monuments
- Vestiges d'une porte fortifiée[réf. nécessaire].
- La rotonde de Montmusard, château (XIVe siècle) de forme circulaire, avec des tours et une enceinte[réf. nécessaire].
- Château de Monteynard du XVe siècle : remanié au XIXe siècle[15].

Il appartient à la famille de Monteynard depuis 1843[réf. nécessaire].
- Fauconnières : église du XVIIe siècle[réf. nécessaire].
- Église du XIXe siècle : toile du XVIIe siècle[15].

Clocher carré de l'église Saint-Prix bâtie en 1892-1902 en remplacement de l'ancienne église[réf. nécessaire].
- Ancienne gare ferroviaire (en usage avant la Deuxième Guerre Mondiale) (en face de l'école des Primevères)[réf. nécessaire].

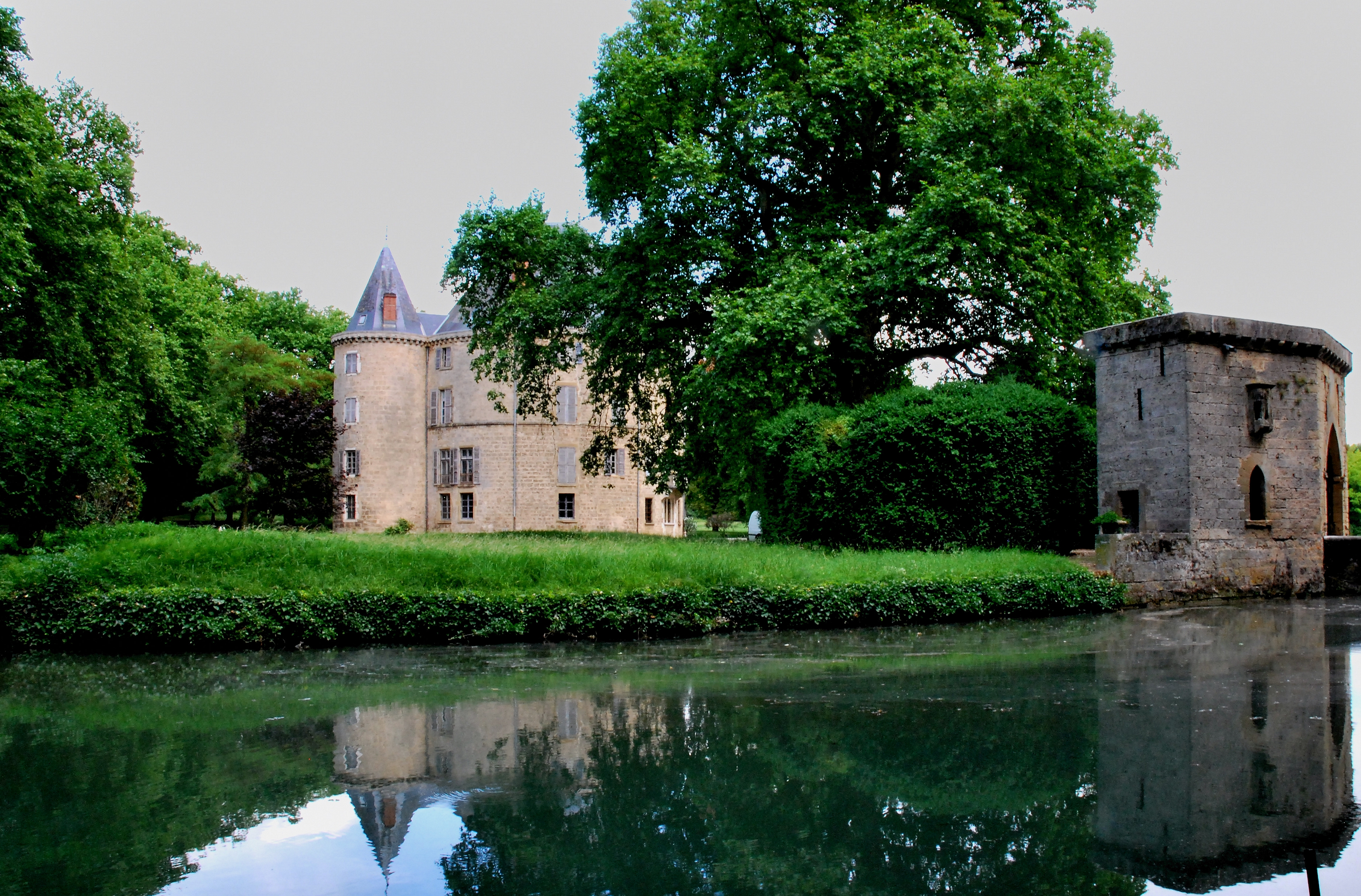
Rotonde de Montmusard, XIVe siècle.
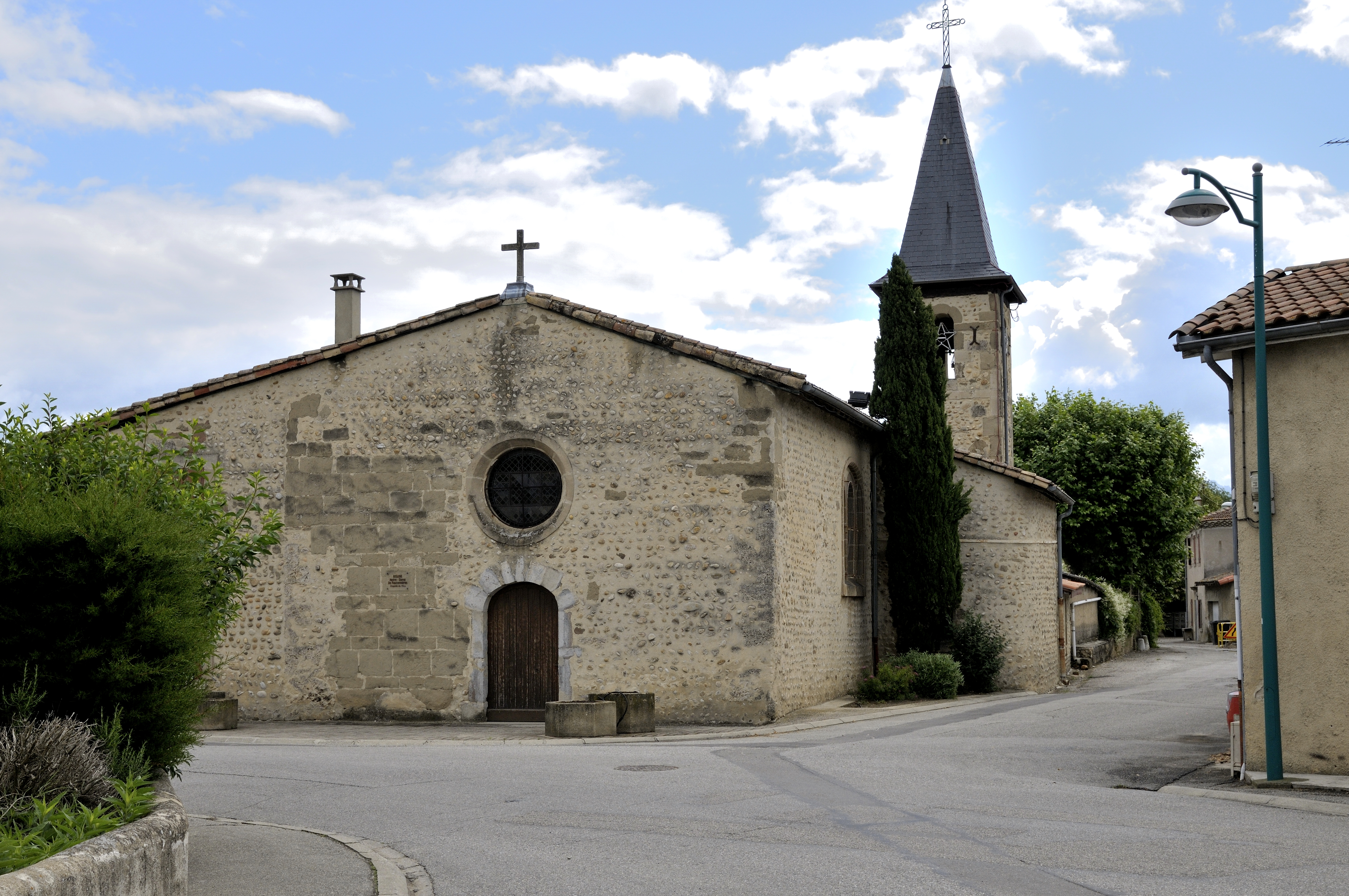
Chapelle du XVIIe siècle.
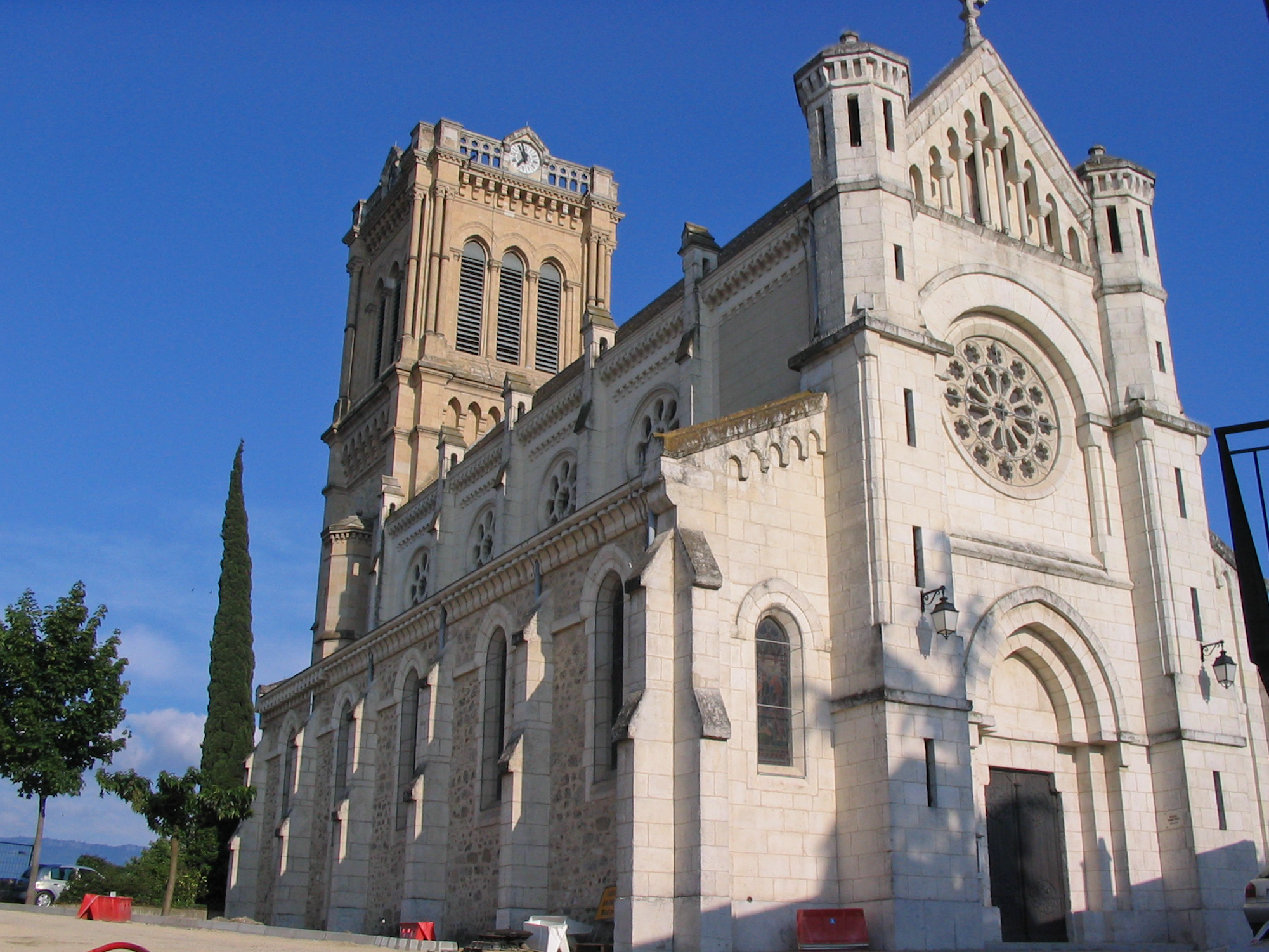
Église du XIXe siècle.
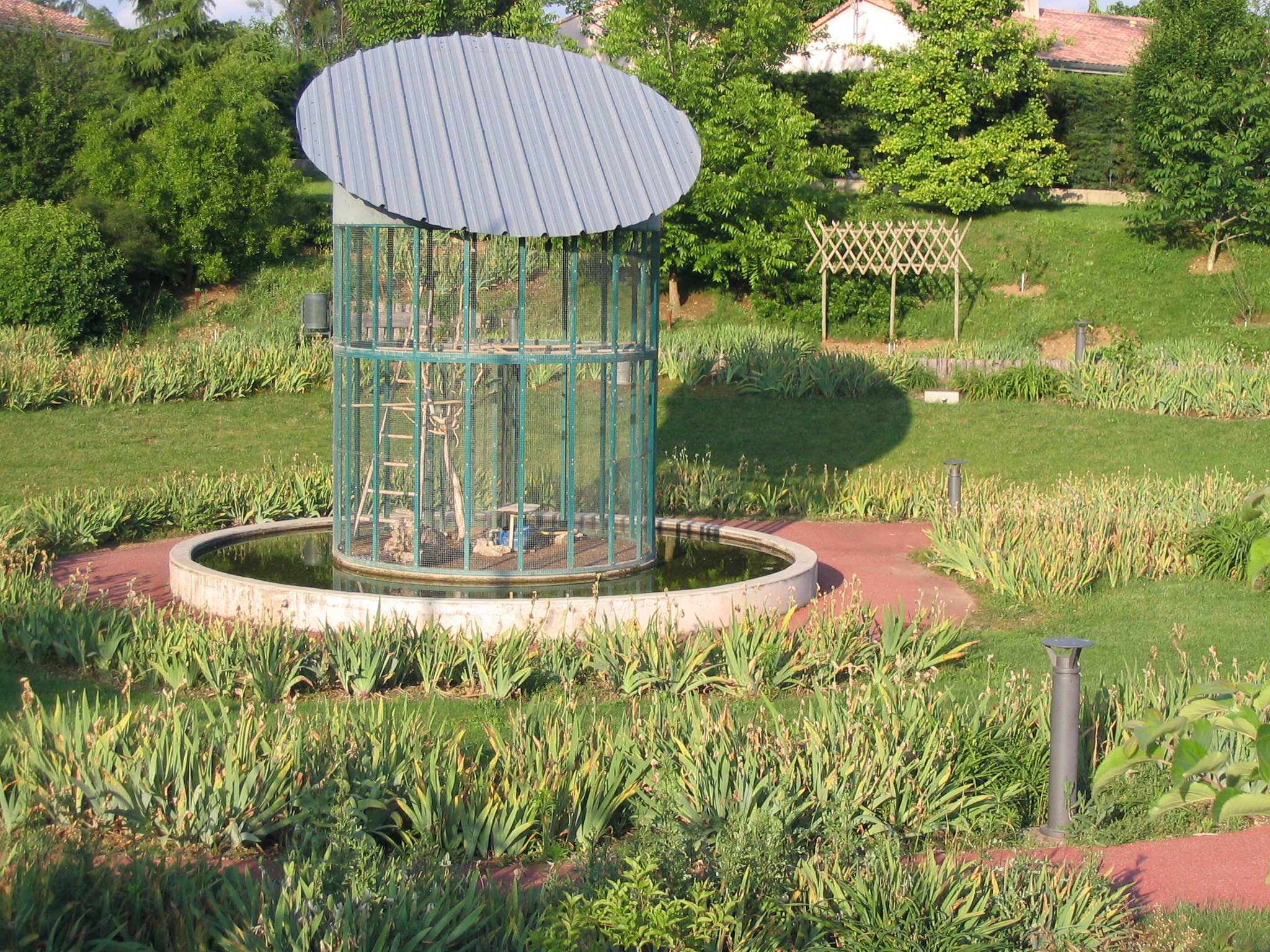
Le Jardin Sémaphore : la cage aux oiseaux.
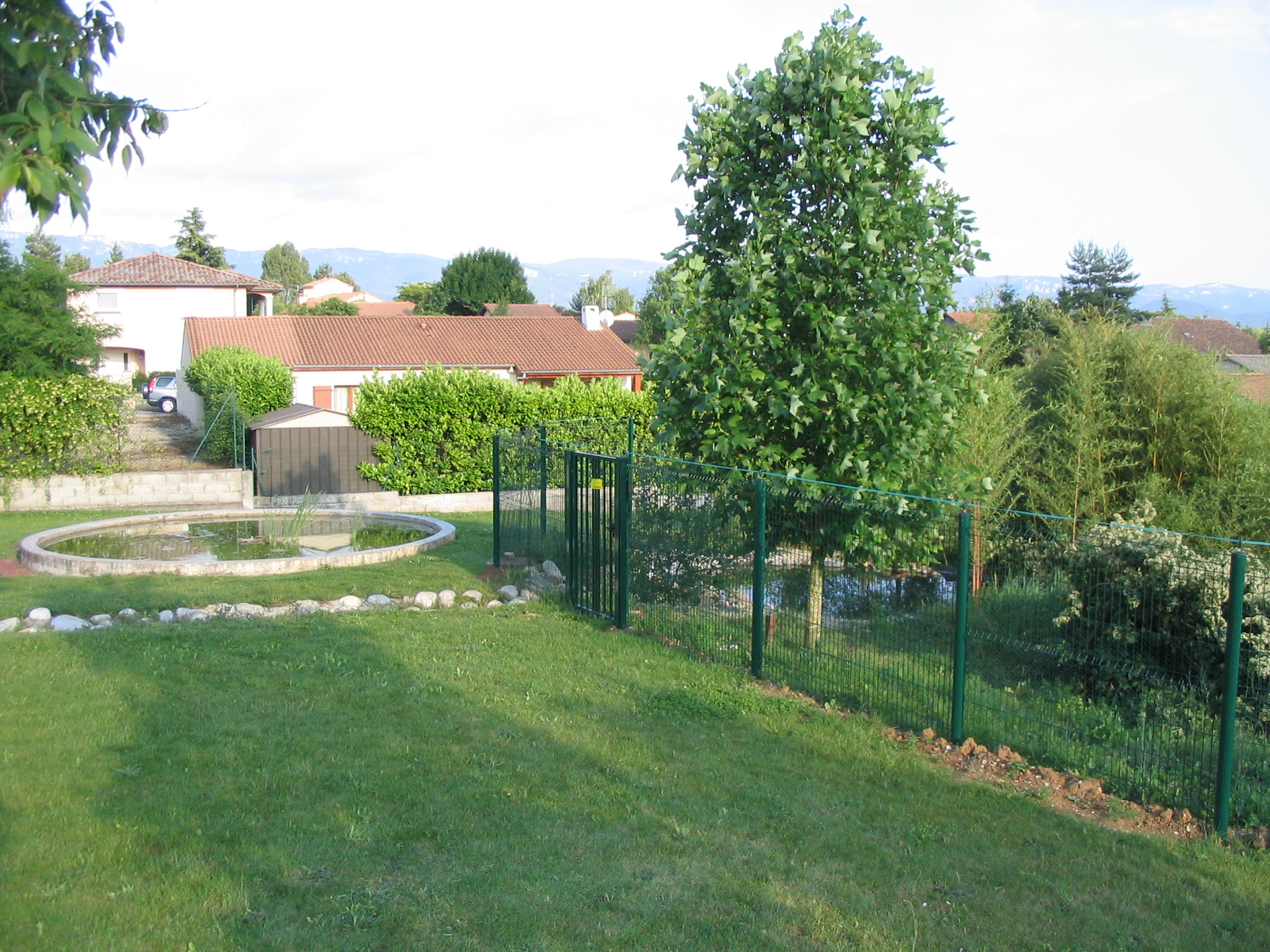
Le Jardin Sémaphore : la mare aux canards.

### Patrimoine culturel
- Musée de Madagascar, unique en France[réf. nécessaire].

### Héraldique, logotype et devise
| Blason de Montélier | Blason  | D'or, au chef d'azur chargé de trois croissants d'argent. |
| Blason de Montélier | Détails | Le statut officiel du blason reste à déterminer.          |